# Марко Кривокапић
Марко Кривокапић (Сента, 13. мај 1976) је бивши српски рукометаш. Играо је на позицији левог бека, а тренутно је тренер Црвене звезде. Његов брат Милорад је такође био рукометаш.

## Каријера
Рукометом је почео да се бави са 14 година у родној Сенти. Каријеру је наставио у Југовићу и Синтелону да би 2000. године отишао у португалску Мадеиру. Након четири сезоне у Мадеири прелази у шпански Гранољерс, а 2007. године прелази у Арагон из Сарагосе. Након једне сезоне у екипи Арагона, Кривокапић прелази у Ваљадолид. Са овим клубом је освојио Куп победника купова 2009. године, а у њему је и завршио каријеру 2013. године.
Кривокапић је био репрезентативац Србије и Црне Горе. Шансу на великим такмичењима је добио док је селектор био Веселин Вујовић. Са репрезентацијом је играо на Европском првенству 2004. у Словенији, а затим и на Светском првенству 2005. у Тунису где је освојено 5. место. Био је члан тима и на Европском првенству 2006. у Швајцарској што му је и био и последњи наступ у националном тиму.

## Трофеји

### Синтелон
- Куп СЦГ (1) : 1999/00.

### Ваљадолид
- Куп победника купова (1) : 2008/09.